# Бокс на Всероссийской спартакиаде 2022
Соревнования по боксу на I-й Всероссийской Спартакиаде между субъектами РФ по летним видам спорта среди сильнейших спортсменов прошли с 21 по 27 августа 2022 года на «ЦСКА Арене» в Москве, Россия. Соревнования прошли как среди мужчин так и среди женщин. Всего было разыграно 13 комплектов наград, в 7-ми весовых категориях у мужчин и в 6-ти весовых категориях у женщин.

### Мужчины[2]
| Категория   | Золото                                | Серебро                               | Бронза                                    |
| До 51 кг    | Ахтем Закиров (Новосибирская область) | Эдмонд Худоян (Челябинская область)   | Володя Мнацаканян (Московская область)    |
| До 51 кг    | Ахтем Закиров (Новосибирская область) | Эдмонд Худоян (Челябинская область)   | Игорь Царегородцев (Татарстан)            |
| До 57 кг    | Эдуард Саввин (Санкт-Петербург)       | Курбан Байранбеков (Дагестан)         | Дмитрий Шиповский (Севастополь)           |
| До 57 кг    | Эдуард Саввин (Санкт-Петербург)       | Курбан Байранбеков (Дагестан)         | Алексей Киселёв (Челябинская область)     |
| До 63,5 кг  | Алексей Шендрик (Москва)              | Сино Собиров (Москва)                 | Станислав Максюченко (Ростовская область) |
| До 63,5 кг  | Алексей Шендрик (Москва)              | Сино Собиров (Москва)                 | Илья Иванов (Москва)                      |
| До 71 кг    | Юрий Осипов (Москва)                  | Дмитрий Захаров (ХМАО-Югра)           | Иван Ступин (Хабаровский край)            |
| До 71 кг    | Юрий Осипов (Москва)                  | Дмитрий Захаров (ХМАО-Югра)           | Игорь Свиридченков (Воронежская область)  |
| До 80 кг    | Василий Каверин (Иркутская область)   | Савелий Садома (Хабаровский край)     | Сергей Мурашев (Свердловская область)     |
| До 80 кг    | Василий Каверин (Иркутская область)   | Савелий Садома (Хабаровский край)     | Сергей Сергеев (Татарстан)                |
| До 92 кг    | Ярослав Дороничев (ХМАО-Югра)         | Рамазан Дадаев (Владимирская область) | Андрей Стоцкий (Челябинская область)      |
| До 92 кг    | Ярослав Дороничев (ХМАО-Югра)         | Рамазан Дадаев (Владимирская область) | Вадим Щеблыкин (Белгородская область)     |
| Свыше 92 кг | Алексей Дронов (Ставропольский край)  | Иван Верясов (Санкт-Петербург)        | Рамазан Карнукаев (Москва)                |
| Свыше 92 кг | Алексей Дронов (Ставропольский край)  | Иван Верясов (Санкт-Петербург)        | Святослав Тетерин (Рязанская область)     |

### Женщины[2]
| Категория | Золото                                  | Серебро                                   | Бронза                                   |
| До 50 кг  | Юлия Чумгалакова (Московская область)   | Александра Кулешова (Челябинская область) | Екатерина Молчанова (Краснодарский край) |
| До 50 кг  | Юлия Чумгалакова (Московская область)   | Александра Кулешова (Челябинская область) | Гелюса Галиева (Татарстан)               |
| До 54 кг  | Карина Тазабекова (Санкт-Петербург)     | Елена Савельева (Московская область)      | Анастасия Кириенко (Москва)              |
| До 54 кг  | Карина Тазабекова (Санкт-Петербург)     | Елена Савельева (Московская область)      | Анна Аэдма (Алтайский край)              |
| До 57 кг  | Людмила Воронцова (Московская область)  | Дарья Абрамова (Тульская область)         | Малика Шахидова (Ставропольский край)    |
| До 57 кг  | Людмила Воронцова (Московская область)  | Дарья Абрамова (Тульская область)         | Саяна Казыгашева (Хакасия)               |
| До 60 кг  | Нуне Асатрян (Санкт-Петербург)          | Алина Пушкарь (Краснодарский край)        | Алёна Красноперова (Москва)              |
| До 60 кг  | Нуне Асатрян (Санкт-Петербург)          | Алина Пушкарь (Краснодарский край)        | Ирина Автина (Челябинская область)       |
| До 66 кг  | Саадат Далгатова (Московская область)   | Галина Головченко (Москва)                | Азалия Аминева (Башкортостан)            |
| До 66 кг  | Саадат Далгатова (Московская область)   | Галина Головченко (Москва)                | Елена Выстропова (Дагестан)              |
| До 75 кг  | Анастасия Шамонова (Краснодарский край) | Елена Гапешина (Бурятия)                  | Дарима Сандакова (Московская область)    |
| До 75 кг  | Анастасия Шамонова (Краснодарский край) | Елена Гапешина (Бурятия)                  | Салтанат Меденова (Омская область)       |

## Спортивная арена
| «ЦСКА Арена»             |
| ------------------------ |
| Вместимость: 14 000 чел. |